# Dziewczyna Szamana (piosenka)
Dziewczyna Szamana – singel Justyny Steczkowskiej z 1995 roku.

## O piosence
Jest to pierwszy utwór z multiplatynowej płyty Dziewczyna Szamana, która przyniosła Justynie popularność. Dzięki piosence do wokalistki przylgnął pseudonim „dziewczyny szamana”, czy „szamanki”. Wielokrotnie wykonywano go na festiwalach w Opolu i w Sopocie.
Producentem utworu jest Grzegorz Ciechowski, który wykorzystał fragmenty utworu zespołu Snap, „Don’t be shy”. Jest on także autorem tekstu, napisanym pod pseudonimem Ewa Omernik.
W 2021 roku artystka we współpracy z Leszkiem Możdżerem wydała utwór w zmienionej aranżacji.

## Teledysk
Teledysk nakręcono w 1996 roku. Zawiera ujęcia ukazujące Justynę Steczkowską tańczącą w opuszczonym hangarze, chodzącą po ulicy w deszczu oraz wpatrującą się w świece.

## Notowania
| Lista                              | Pozycja |
| ---------------------------------- | ------- |
| Lista przebojów Programu Trzeciego | 1       |
| SLiP                               | 6       |
| 30 ton – lista, lista przebojów    | 3       |